# Lontra annectens
Lontra annectens is een zoogdier uit de familie van de marterachtigen (Mustelidae). De wetenschappelijke naam van de soort werd voor het eerst geldig gepubliceerd door Charles Immanuel Forsyth Major in 1897. De soort werd in 2024 afgesplitst van de langstaartotter (Lontra longicaudis).

## Voorkomen
De soort komt voor in Midden-Amerika, van Mexico tot noordelijk Colombia.